# Kim Ju-ae
Kim Ju-ae (coreà: 김주애)  () és una filla de l'actual dirigent de la República Popular Democràtica de Corea Kim Jong-un, fruit de la seva relació amb la cantant Ri Sol-ju. S'especula que és la segona d'un total de tres fills del dirigent, nascuts en 2010 i 2017 i dels quals no se n'ha fet públic el sexe.
El 9 de setembre de 2023, durant la desfilada pel 75è aniversari de la fundació de Corea del Nord, Kim Ju-ae va aparèixer en públic junt amb el seu pare.